# الكاديش
ملاحظة: لا تخلط بين («كيدوش» الكاديش أو «كدوشة» kedushah وبين «كاديش»)
الكاديش الانجليزية: (Kaddish or Qaddish or Qadish) اللغة الارامية: ("קדיש" «مقدس») وهي ترنيمة تمجد الاله حيث تستند لغرض ديني متعلق بالصلاة في اليهودية. الموضوع الرئيسي لترنيمة «كاديش» هو تعظيم وتقديس اسم الاله. في الطقوس الدينية، هنالك نسخ مختلفة تستخدم بشكل وظيفي كفواصل بين أقسام الخدمة (الدينية). غالبا ما يستخدم مصطلح «كاديش» للإشارة على وجه التحديد إلى «كاديش الحداد» والذي يقال أنها طقوس حداد تابعة للديانة اليهودية لجميع مرافق الصلاة كما متعارف عليها باسم «الجنازة» (غير ذلك في المقابر، فيرون "Qaddish aḥar Haqqəvurah" أي «كاديش بعد الدفن») وفي النصب التذكارية كذلك، وتتراوح لمدة تعادل أحدعشر (11) يوما عبريا من التقويم العبري بعد وفاة أحد الوالدين، وثلاثين (30) يوما بعد وفاة زوج/زوجة أو شقيق أو طفل. عند الإشارة للفظ «كاديش» فانه حتما يعود القصد لطقوس الحداد. يقول أصحاب الحداد أن ترنيمة كاديش وسيلة ليظهروا أنهم ما زالوا يحمدون الاله على الرغم من خسارتهم.
والى جانب كل من الصلاتين «اسمع يا اسرائيل» و «عميداه»، فان الكاديش تعد من أهم العناصر وأكثرها أساسية لدى الطقوس اليهودية.

## أشكال مختلفة
هنالك صور عديدة ل«كاديش» منها:
- حي كاديش (חצי קדיש 'نصف كاديش') أو كاديش إلى علاء (קדיש לעלא) وأحيانا يطلق عليها «قراءات كاديش».
- يتيم كاديش (קדיש יתום) أو كاديش يحيى شلوما ربا (קדיש יהא שלמא רבא)، على الرغم أن الشائع هو (קדיש אבלים) مشيعو كاديش أي «حادّوا كاديش».
- أكمل كاديش (קדיש שלם) أو (קדיש תתקבל) سيتم قبول كاديش، والترجمة (كاديش التام) أو (كاديش الكامل).
- كاديش حاخامات (קדיש דרבנן) أو (קדיש על ישראל) كاديش على إسرائيل.
- كاديش بعد الدفن (קדיש אחר הקבורה) وأيضا يطلق عليها كاديش داثادا (קדיש דאתחדתא) وتعد أوائل الكلمات المميزة من هذه الأشكال المتعددة.
- كاديش بعد الانتهاء من الجر (קדיש אחר השלמת מסכת) بمعنى اخر «سيوم» أو «شرائع وعادات السفارديم» والتي هي مثيل لكاديش حاخامات، علما أنه يطلق عليها كاديش العظيم (קדיש הגדול) وهي أطول كاديش.

تبدأ جميع هذه النسخ «بهاتزي كاديش» (هنالك مقطوعات اضافية في الكاديش بعد الدفن أو السيوم). تحتوي النسخ الأطول على فقرات اضافية وغالبا ما تكون معرفة بكلمات محددة في تلك الفقرات.
تاريخيا يوجد نوع اخر من الكاديش يدعى «بكاديش يحيد» أي (كاديش الفرد) ضمن الكتاب اليهودي «سيدور» الذي مؤلفه يدعى عمرام غاون. حيث يكون باتخاذ مكان لممارسة التأمل بترنيمة كاديش مقارنة بكاديش العادية الا أنها لا تنشد في العصر الحديث.

### الاستعمالات
```
يتم استخدام (نصف كاديش) ذات النسخ المنقوطة ضمن مصلحة دينية، على سبيل المثال: قبل تلاوة «باريخو» وبعد صلاة «العميداه» متبوعة بقراءات من التوراة.
```

يتم استخدام (كاديش حاخامات) بعد أي جزء من الغرض الديني والذي يتضمن مقتطفات من مشناه أو تلمود كغاية أساسية لاختتام الجلسة الدينية.
(كاديش تقبل) هي مؤشر لنهاية الصلاة على الرغم أنه لاحقا تم إضافة مقطوعات وترانيم اضافية لاتباعها.

## نصوص كاديش
| اللغة العبرية/الارامية                            | الترجمة إلى العربية                                |
| ------------------------------------------------- | -------------------------------------------------- |
| יִתְגַּדַּל וְיִתְקַדַּשׁ שְׁמֵהּ רַבָּא                              | أدعو أن يتمجد ويتقدس الاسم العظيم (الاله)          |
| בְּעָלְמָא דִּי בְרָא כִרְעוּתֵהּ                               | في هذا العالم الذي خلقه حسب مشيئته                 |
| וְיַמְלִיךְ מַלְכוּתֵהּ                                     | والذي يحكمه جلالته                                 |
| וְיַצְמַח פֻּרְקָנֵהּ וִיקָרֵב(קיץ) מְשִׁיחֵהּ                      | ليزهر منه الخلاص والمسيح جواره                     |
| בְּחַיֵּיכוֹן וּבְיוֹמֵיכוֹן                                 | طوال أبديتك وأيامك                                 |
| וּבְחַיֵּי דְכָל [בֵּית] יִשְׂרָאֵל                             | وفي حياة كل بيت إسرائيلي                           |
| בַּעֲגָלָא וּבִזְמַן קָרִיב. וְאִמְרוּ אָמֵן                       | عاجلا وقريبا قولوا "امين"                          |
| النصوص التالية ينشدها المصلون ثم القائد (كانتور)  |                                                    |
| יְהֵא שְׁמֵהּ רַבָּא מְבָרַךְ                                  | تبارك اسمه العظيم                                  |
| לְעָלַם וּלְעָלְמֵי עָלְמַיָּא                                 | للأبدية والخلود                                    |
| יִתְבָּרַךְ וְיִשְׁתַּבַּח וְיִתְפָּאַר וְיִתְרוֹמַם                       | مباركا ومحمودا، معظما وممجدا                       |
| וְיִתְנַשֵּׂא וְיִתְהַדָּר וְיִתְעַלֶּה וְיִתְהַלָּל                       | مبجلا ومكرما، معبودا ومشكورا                       |
| שְׁמֵהּ דְקֻדְשָׁא בְּרִיךְ הוּא                                | باسمك المقدس والمبارك                              |
| לְעֵלָּא (לְעֵלָּא מִכָּל) מִן כָּל בִּרְכָתָא                       | المتعالى وفوق كل النعم                             |
| וְשִׁירָתָא תֻּשְׁבְּחָתָא וְנֶחֱמָתָא                              | هذه الترنيمة ستحمدك وتعزي                          |
| דַּאֲמִירָן בְּעָלְמָא. וְאִמְרוּ אָמֵן                           | والتي تلفظ في هذا العالم، قولو "امين"              |
| نصف الكاديش ينتهي هنا                             |                                                    |
| هنا تحتوي على تتمة الكاديش                        |                                                    |
| תִּתְקַבַּל צְלוֹתְהוֹן וּבָעוּתְהוֹן                            | لك كل الصلوات والتضرع                              |
| דְכָל בֵּית יִשְׂרָאֵל                                     | من كل إسرائيل                                      |
| קֳדָם אֲבוּהוֹן דִּי בִשְׁמַיָּא וְאִמְרוּ אָמֵן                     | لتكن مقبولا من أبينا الذي في السماء، قولوا "امين"  |
| هنا (كاديش حاخامات) تتضمن أيضا كاديش بعد "السيوم" |                                                    |
| עַל יִשְׂרָאֵל וְעַל רַבָּנָן וְעַל תַּלְמִידֵיהוֹן                   | لاسرائيل وحاخام (رئيس الكهنة) وتلاميذهم            |
| וְעַל כָּל תַּלְמִידֵי תַלְמִידֵיהוֹן                           | من التلاميذ لتلاميذهم (المقصود من جيل لجيل للمسيح) |
| וְעַל כָּל מָאן דְּעָסְקִין בְּאוֹרַיְתָא                         | ولكل من تعهد بدراسة التوراة                        |
| דִּי בְאַתְרָא [קַדִישָא] הָדֵין וְדִי בְּכָל אֲתַר וַאֲתַר            | في هذا المكان المقدس أو في أي مكان اخر             |
| יְהֵא לְהוֹן וּלְכוֹן שְׁלָמָא רַבָּא                           | نرجو أن يكون فائضا بالسلام                         |
| חִנָּא וְחִסְדָּא וְרַחֲמֵי וְחַיֵּי אֲרִיכֵי                        | وبالنعم، بالحنان والرحمه والأمد الطويل             |
| וּמְזוֹנֵי רְוִיחֵי וּפוְּרְקָנָא                              | بوافر الرزق والخلاص                                |
| מִן קֳדָם אֲבוּהוּן דְבִשְׁמַיָּא [וְאַרְעָא]                      | من الأب الذي في السماء والأرض                      |
| וְאִמְרוּ אָמֵן                                         | قولوا "امين"                                       |

| برغم تنوع الكاديش الا انه يختتم ب:           |                                                                           |
| -------------------------------------------- | ------------------------------------------------------------------------- |
| יְהֵא שְׁלָמָה רַבָּא מִן שְׁמַיָּא,                        | نرجو سلاما وفيرا من السماء                                                |
| [וְ]חַיִּים [טוֹבִים]                              | وحياة خيرة                                                                |
| וְשָֹבָע וִישׁוּעָה וְנֶחָמָה וְשֵׁיזָבָה                     | بالرضا والعون والراحة والملاذ                                             |
| וּרְפוּאָה וּגְאֻלָּה וּסְלִיחָה וְכַפָּרָה,                   | شفاءا، فداءا، مغفرة وكفارة                                                |
| וְרֵוַח וְהַצָּלָה                                   | وبالاغاثة والفلاح                                                         |
| לָנוּ וּלְכָל עַמּוֹ [עׇלֵינוּ וְעַל כׇּל] יִשְֹרָאֵל וְאִמְרוּ אָמֵן. | لنا ولجميع أناسه (القصد أصحاب الميت)، علينا وعلى كل إسرائيل، قولوا "امين" |
| עוֹשֶֹה שָׁלוֹם בִּמְרוֹמָיו,                           | أرجو لمالك الرحمة في الأعلى (الاله)                                       |
| הוּא [בְּרַחֲמָיו] יַעֲשֶֹה שָׁלוֹם עָלֵינוּ,                | أن يمنحنا الرحمة والسلام في رحمته                                         |
| וְעַל כָּל [עַמּוֹ] יִשְֹרָאֵל וְאִמְרוּ אָמֵן.                | وعلى كل أمة إسرائيل، قولوا "امين"                                         |

### نصوص كاديش بعد الدفن
| اللغة الارامية/العبرية   | الترجمة إلى العربية                                           |
| ------------------------ | ------------------------------------------------------------- |
| בְּעָלְמָא דְהוּא עָתִיד לְאִתְחַדָּתָא  | في هذا العالم الذي سيتجدد                                     |
| וּלְאַחֲיָאָה מֵתַיָא             | وحيثما يعطي الحياة للموتى                                     |
| וּלְאַסָּקָא יָתְהוֹן לְחַיֵּי עָלְמָא   | ويرفعهم للحياة الأبدية                                        |
| וּלְמִבְנֵא קַרְתָּא דִירוּשְׁלֵם      | ويعيد بناء مدينة القدس                                        |
| וּלְשַׁכְלָלָא הֵיכְלֵהּ בְּגַוַּהּ       | ليكمل هيكله هناك                                              |
| וּלְמֶעְקַר פֻּלְחָנָא נֻכְרָאָה מְאַרְעָא | وينزع العبادة الأجنبية (القصد الديانات غير اليهودية) من الأرض |
| וּלַאֲתָבָא פֻּלְחָנָא דִשְׁמַיָּא לְאַתְרֵהּ | ويعيد العبادة السماوية (اليهودية) لموضعها                     |
| וְיַמְלִיךְ קֻדְשָׁא בְּרִיךְ הוּא     | ليباركها القدوس                                               |
| בְּמַלְכוּתֵהּ וִיקָרֵהּ            | ويعهدها بعظمة سلطته                                           |